# Asthena amurensis
Asthena amurensis är en fjärilsart som beskrevs av Otto Staudinger 1897. Asthena amurensis ingår i släktet Asthena och familjen mätare. Inga underarter finns listade i Catalogue of Life.